# クリシュナ・シャハ
クリシュナ・シャハ（Krishna Shah, 生年不詳 - 1661年）は、ネパール、ゴルカ王国の第6代君主（在位：1645年 - 1661年）。第5代君主ダンバル・シャハの息子。

## 生涯
1645年、父ダンバル・シャハが死亡したことにより、王位を継承した。
父ダンバルはパタン・マッラ朝との友好関係を築いていたが、クリシュナと三都マッラ朝の支配するカトマンズ盆地の関係は不明である。ただし、次代にもパタンとの友好関係は続いているから、この王の時代もパタンとの友好関係は続いていたようである。
1661年、クリシュナは死亡し、息子のルドラ・シャハが王位を継承した。